# Tiro com arco nos Jogos Olímpicos de Verão de 1976 - Individual masculino
A prova individual masculina do tiro com arco nos Jogos Olímpicos de Verão de 1976 de 27 a 30 de julho daquele ano no Olympic Archery Field, Joliette, Canadá. O evento consistiu em uma rodada dupla FITA. Para cada rodada, o arqueiro disparou 36 flechas em cada uma das quatro distâncias – 90, 50, 70 e 30 metros. A pontuação mais alta para cada flecha foi de 10 pontos, dando um máximo possível de 2.880 pontos. 23 nações enviaram 37 arqueiros para a competição masculina.

## Recordes
Os seguintes novos recordes olímpicos foram estabelecidos durante esta competição.
| Recorde      | Rodada    | Nome         | Nação              | Pontuação | OR |
| ------------ | --------- | ------------ | ------------------ | --------- | -- |
| Rodada única | Segundo   | Darrell Pace | USA Estados Unidos | 1307      | OR |
| Rodada dupla | Combinado | Darrell Pace | USA Estados Unidos | 2571      | OR |

## Medalhistas
Os estadunidenses ficaram em primeiro e segundo lugar na primeira rodada, já que Darrell Pace perdeu o recorde olímpico estabelecido pelo compatriota John Williams em 1972 por apenas 4 pontos. Na segunda rodada, Pace melhorou sua pontuação em 43 pontos, quebrando os recordes da rodada FITA simples e dupla ao ganhar o ouro. Richard McKinney caiu para o quarto lugar na classificação final, no entanto, com Hiroshi Michinaga do Japão e Giancarlo Ferrari da Itália avançando para conquistar as medalhas de prata e bronze, respectivamente.
| Ouro   | USA Darrell Pace      |
| Prata  | JPN Hiroshi Michinaga |
| Bronze | ITA Giancarlo Ferrari |

## Resultados
| Pos. | Arqueiro               | País                   | Rodada 1 Pts | Parcial | Rodada 2 Pts | Parcial | Total     |
| 1    | Darrell Pace           | USA Estados Unidos     | 1264         | 1       | 1307 (RO)    | 1       | 2571 (RO) |
| 2    | Hiroshi Michinaga      | JPN Japão              | 1226         | 3       | 1276         | 2       | 2502      |
| 3    | Giancarlo Ferrari      | ITA Itália             | 1220         | 4       | 1275         | 3       | 2495      |
| 4    | Richard McKinney       | USA Estados Unidos     | 1230         | 2       | 1241         | 6       | 2471      |
| 5    | Vladimir Chendarov     | URS União Soviética    | 1217         | 5       | 1250         | 4       | 2467      |
| 6    | Willi Gabriel          | FRG Alemanha Ocidental | 1203         | 8       | 1232         | 8       | 2435      |
| 7    | Dave Mann              | CAN Canadá             | 1190         | 12      | 1241         | 5       | 2431      |
| 8    | Takanobu Nishi         | JPN Japão              | 1191         | 10      | 1231         | 9       | 2422      |
| 9    | Bojan Postruznik       | YUG Iugoslávia         | 1190         | 14      | 1231         | 10      | 2421      |
| 10   | Sante Spigarelli       | ITA Itália             | 1212         | 6       | 1207         | 18      | 2419      |
| 11   | Rolf Svensson          | SWE Suécia             | 1204         | 7       | 1208         | 17      | 2412      |
| 12   | Albert Le Tyrant       | FRA França             | 1190         | 13      | 1218         | 13      | 2408      |
| 13   | David Anear            | AUS Austrália          | 1173         | 15      | 1234         | 7       | 2407      |
| 14   | Gunnar Jervill         | SWE Suécia             | 1196         | 9       | 1210         | 15      | 2406      |
| 15   | Kyoesti Laasonen       | FIN Finlândia          | 1159         | 18      | 1220         | 12      | 2379      |
| 16   | Edward Gamble          | CAN Canadá             | 1158         | 19      | 1204         | 19      | 2362      |
| 17   | Jan Popowicz           | POL Polônia            | 1154         | 22      | 1201         | 20      | 2355      |
| 18   | Piene Blacks           | BEL Bélgica            | 1169         | 17      | 1184         | 24      | 2353      |
| 19   | Donald Pandiangan      | INA Indonésia          | 1191         | 11      | 1162         | 26      | 2353      |
| 20   | Kauko Laasonen         | FIN Finlândia          | 1156         | 20      | 1192         | 21      | 2348      |
| 21   | David Pink             | GBR Grã-Bretanha       | 1126         | 29      | 1221         | 11      | 2347      |
| 22   | Wojciech Szymańczyk    | POL Polônia            | 1137         | 25      | 1209         | 16      | 2346      |
| 23   | Robert Cogniaux        | BEL Bélgica            | 1132         | 27      | 1214         | 14      | 2346      |
| 24   | Jan Erik Humlekjaer    | NOR Noruega            | 1148         | 23      | 1189         | 22      | 2337      |
| 25   | Arne Jacobsen          | DEN Dinamarca          | 1173         | 16      | 1161         | 27      | 2334      |
| 26   | Terence Reilly         | AUS Austrália          | 1155         | 21      | 1176         | 25      | 2331      |
| 27   | Rudolf Schiff          | FRG Alemanha Ocidental | 1141         | 24      | 1185         | 23      | 2326      |
| 28   | Niamtseren Biambasuren | MGL Mongólia           | 1111         | 30      | 1145         | 29      | 2256      |
| 29   | James Conroy           | IRL Irlanda            | 1128         | 28      | 1127         | 31      | 2255      |
| 30   | Stewart Littlefair     | GBR Grã-Bretanha       | 1096         | 32      | 1142         | 30      | 2238      |
| 31   | Edgardo Berdeguer      | PUR Porto Rico         | 1040         | 34      | 1160         | 28      | 2200      |
| 32   | Tserendorjin Dagvadorj | MGL Mongólia           | 1081         | 33      | 1098         | 32      | 2179      |
| 33   | Oswald Probts          | AUT Áustria            | 1135         | 26      | 1038         | 34      | 2173      |
| 34   | Juan Wedel             | CRC Costa Rica         | 1097         | 31      | 1068         | 33      | 2165      |
| 35   | Vallop Potaya          | THA Tailândia          | 1023         | 35      | 1037         | 35      | 2060      |
| 36   | Vichit Suksumpong      | THA Tailândia          | 1007         | 36      | 1025         | 36      | 2032      |
| 37   | Luis González          | CRC Costa Rica         | 1000         | 37      | 1005         | 37      | 2005      |